# マーケティング研究者の一覧
マーケティング研究者の一覧（まーけてぃんぐけんきゅうしゃのいちらん）では、マーケティングを対象として研究をおこなう学者の一覧を示す。

## 日本
- 相原修（成蹊大学名誉教授・元経済学部教授、日本大学商学部教授、専攻：フランスの小売マーケティング、フード・サービス）
- 青木幸弘（学習院大学経済学部教授、商学博士、専攻：消費者行動論、ブランド論）
- 阿久津聡（一橋大学大学院経営管理研究科科教授、専攻：マーケティング、消費者心理学、文化心理学、知識経営論、ブランド論、行動経済学）
- 阿部周造（横浜国立大学名誉教授）
- 阿部誠 (経営学者)（東京大学大学院経済学研究科教授、マーケティング、マーケティングサイエンス）
- 荒川祐吉（神戸大学名誉教授）
- 池尾恭一  (明治学院大学教授)
- 石井淳蔵（流通科学大学学長、前神戸大学経営学部教授、商学博士）
- 石原武政（大阪市立大学名誉教授）
- 井関利明（千葉商科大学政策情報学部教授、慶應義塾大学名誉教授、社会学博士）
- 井上哲浩（慶應義塾大学大学院経営管理研究科教授）
- 井上崇通（明治大学商学部教授）
- 岩田貴子  (日本大学商学部教授、エリアマーケティング論)
- 上原征彦  (元明治大学大学院教授、マーケティング戦略論)
- 内池廉吉（元東京商科大学教授）
- 宇野政雄 (早稲田大学名誉教授)
- 梅沢昌太郎（元日本大学大学院商学研究科教授、博士（農学）、専攻：農業マーケティング、公共・非営利のマーケティング、アグロ・フード・マーケティング）
- 江尻弘（マーケティング・サイエンス研究所代表）
- 大澤豊（大阪大学名誉教授、マーケティングサイエンス）
- 小川孔輔  (法政大学経営学部教授)
- 恩藏直人（早稲田大学商学学術院長兼商学部長、博士（商学））
- 柏木重秋（元早稲田大学教授）
- 片平秀貴  (丸の内ブランドフォーラム代表、マーケティングサイエンス、ブランド論)
- 金子泰雄（元東京国際大学学長）
- 上岡一嘉 (元白鷗大学学長)
- 川上智子（早稲田大学大学院経営管理研究科教授）
- 桐田尚作（元青山学院大学教授）
- 久保村隆祐（元横浜国立大学学長・名誉教授、専攻：商学、流通論、マーケティング論）
- 栗木契（神戸大学大学院経営学研究科教授）
- 小島健司（神戸大学経済経営研究所特命教授）
- 小嶋外弘 (同志社大学名誉教授)
- 小原博 (拓殖大学名誉教授)
- 坂下玄哲（慶應義塾大学大学院経営管理研究科教授）
- 佐川幸三郎（花王株式会社元会長）
- 佐藤善信（関西学院大学大学院経営戦略研究科教授）
- 山東茂一郎 (甲南大学名誉教授、元甲南大学経営学部長、元和歌山大学教授、専攻：マーケティング論)
- 嶋口充輝（法政大学大学院イノベーション・マネジメント研究科教授、慶應義塾大学名誉教授、Ph.D(経営学)）
- 清水晶 (経営学者) (元明治大学教授)
- 清水聰（慶應義塾大学商学部教授）
- 清水滋（東海大学名誉教授）
- 清水猛（慶應義塾大学名誉教授）
- 白井美由里（慶應義塾大学商学部教授）
- 白髭武 (元明治大学教授)
- 菅原正博（元宝塚大学教授）
- 鈴木智子（一橋大学大学院経営管理研究科教授、国際マーケティング）
- 鈴木保良 (元慶應義塾大学教授)
- 陶山計介（関西大学商学部教授、ブランド論）
- 高嶋克義（神戸大学大学院経営学研究科教授）
- 武井寿（早稲田大学商学学術院教授、博士（商学）、専攻：マーケティング理論研究、マーケティング・コミュニケーション論、消費者行動論）
- 田島義博（元学習院院長、学習院大学名誉教授）
- 田中洋（中央大学名誉教授、専攻：マーケティング論、ブランド論、広告論）
- 田内幸一（一橋大学名誉教授）
- 田村正紀（神戸大学名誉教授）
- 出牛正芳（専修大学名誉教授）
- 戸田裕美子  (日本大学商学部教授)
- 中田善啓（元甲南大学経営学部教授）
- 中西正雄（関西学院大学名誉教授）
- 西尾チヅル（筑波大学副学長）
- 西川英彦（法政大学経営学部教授）
- 西村林（拓殖大学名誉教授）
- 橋本勲 (京都大学名誉教授)
- 長谷政弘（元日本大学名誉教授・元商学部教授、専攻：マーケティング論、観光マーケティング論、観光学）
- 林周二 (東京大学名誉教授)
- 原田一郎（東海大学教授）
- 原田俊夫（早稲田大学名誉教授）
- 樋口紀男（元日本大学商学部教授、専攻：マーケティング・コミュニケーション 論、社会心理学、臨床科学哲学）
- 深見義一（一橋大学名誉教授）
- 福田敬太郎（神戸大学名誉教授）
- 藤川佳則（一橋大学大学院経営管理研究科准教授、専攻：マーケティング、消費者行動論）
- 古川一郎（武蔵野大学経営学部教授、マーケティング、マーケティングサイエンス）
- 風呂勉（神戸商科大学名誉教授）
- 堀田一善（帝京平成大学現代ライブ学部経営マネジメント学科教授、専攻：マーケティング学説史）
- 堀越比呂志（慶應義塾大学商学部教授、博士（商学）、専攻：マーケティング方法論、マーケティング学説史）
- 松井剛（一橋大学大学院経営管理研究科教授、専攻：マーケティング、文化社会学、消費文化理論）
- 松江宏（愛知大学名誉教授、消費者行動論）
- 三浦収（北星学園大学名誉教授）
- 三浦俊彦（中央大学商学部教授、専攻：マーケティング論、消費者行動論）
- 三浦一（元東北学院大学教授）
- 三浦信（京都産業大学名誉教授）
- 三上富三郎 （明治大学名誉教授）
- 水口健次 (元戦略デザイン研究所代表)
- 水野誠（明治大学商学部専任教授、マーケティング、マーケティングサイエンス）
- 南知惠子（神戸大学大学院経営学研究科教授）
- 三村優美子  (青山学院大学教授)
- 向井鹿松 (元慶應義塾大学教授)
- 村田昭治（慶應義塾大学名誉教授）
- 室井鐵衛 (元（株）宣伝会議会長、エリアマーケティング論)
- 守口剛（早稲田大学商学学術院教授、マーケティング、マーケティングサイエンス）
- 森下二次也（大阪市立大学名誉教授）
- 谷地弘安（元横浜国立大学副学長）
- 矢吹雄平（元岡山大学大学院社会文化科学研究科教授、郵政官僚、専攻：地域マーケティング）
- 山下裕子（一橋大学大学院経営管理研究科教授）
- 山中均之（甲南大学名誉教授、マーケティング・モデル）
- 山本昭二（関西学院大学大学院経営戦略研究科教授、サービスマーケティング論）
- 余田拓郎（慶應義塾大学大学院経営管理研究科教授、BtoBマーケティング）
- 米田清紀 (（株）マーケティングソフト代表、エリアマーケティング論)
- ルディー和子（専門：ダイレクトマーケティング）
- 鷲田祐一（一橋大学大学院経営管理研究科教授、元博報堂生活総合研究所主任研究員、専攻：技術普及論、ユーザーイノベーション論、グローバルマーケティング）
- 和田充夫（元関西学院大学商学部教授、Ph.D(経営学)、専攻：マーケティング・コミュニケーション論、リレーションシップ・マーケティング）

学術団体については、1951年4月21日、日本商業学会が慶應義塾大学教授向井鹿松を初代会長として設立された。

## 海外
- フィリップ・コトラー
- デイヴィッド・アーカー
- マイケル・ポーター
- ハーマン・サイモン
- クリスチャン・グレンルース
- セオドア・レビット(w:Theodore Levitt)
- アーク・ウィルキンソン・ショー(w:Arch Wilkinson Shaw)
- エドモンド・ジェローム・マッカーシー
- ロー・オルダーソン(w:Wroe Alderson)
- ジョエル・ディーン(w:Joel Dean (economist))
- ウェンデル・スミス
- ジョン・A・ハワード
- シドニー・J・レヴィ
- ロバート・バーテルズ
- ドン・E・シュルツ(w:Don E. Schultz)
- ポール・E・グリーン(w:Paul E. Green)
- リー・G・クーパー
- アル・ライズ
- ジャック・トラウト
- ロバート・F・ラッシュ(w:Robert Lusch)
- スティーヴン・L・ヴァーゴ(w:Stephen Vargo)
- ヘンリー・アサエル
- ケビン・レーン・ケラー(w:Kevin Lane Keller)
- マイケル・Ｒ・ソロモン